# Soana (rivier)
De Soana is een rivier in de Italiaanse regio Piëmont. Het is een zijrivier van de Orco en heeft een lengte van 24,7 km.
De Soana wordt in Piamprato, een gehucht van Valprato Soana, gevormd door de samenvloeiing van verschillende stromen, waarvan de belangrijkste ontspringt op de hellingen van de Rosa dei Banchi, door het gelijknamige Soanadal stroomt en eindigt in de Orco bij Pont-Canavese op een hoogte van 445 m.